# Mercedes Vilanova Ribas
Mercedes Vilanova Ribas (Barcelona, 16 de juny de 1936) és una historiadora contemporània catalana. També pionera de l'escafandrisme a Espanya.

## Biografia
Filla de Xavier Vilanova i Montiu i Mercè Ribas Seva, estudià a l'Institut de la Benaurada Verge Maria, conegut popularment com les Monges Alemanyes, i a la Universitat de Barcelona, on fou alumna de Jaume Vicens i Vives, que li va dirigir la tesi de llicenciatura ¿Existió un eje Roma-Berlín? (1959). Simultàniament amplià estudis al Barat College (EUA) i després feu la tesi doctoral, España en Maragall (1965), que dirigí Joan Reglà. Va col·laborar en les revistes El Ciervo i Ajoblanco. Després de visitar Israel, París i Cambridge, el 1968 fou nomenada professora ajudant del Departament d'Història Moderna i Contemporània de la Universitat de Barcelona. El 1993 fou nomenada catedràtica d'història contemporània de la Facultat de Geografia i Història, càrrec que va ocupar fins a la seva jubilació, el 2006.
També ha estat fellow del Wilson Center de Washington, mestra visitant de la Universitat Harvard, professora a la Universitat de Boston i investigadora a l'Institut d'Histoire du Temps Présent, del Centre Nacional de la Recerca Científica de París. Ha participat en diversos fòrums internacionals, com el Fòrum Mundial de les Dones de Beijing, el 1995. Va ser presidenta de l'Associació Internacional d'Història Oral entre el 1996 i el 2000. El 1989 va fundar i dirigir la revista Historia, Antropología y Fuentes Orales i va col·laborar amb el Projecte Internacional de Documentació dels Treballs Forçats.
Ha dedicat els seus estudis a la vida de les persones analfabetes, a l'anàlisi electoral i a la creació de fonts orals, alguns dels quals han estat publicats a revistes com American Historical Review, Fundamentos de Antropología, Oral History Review i Vingtième Siècle. Revue d'Histoire. El 2005 va rebre la Creu de Sant Jordi de la Generalitat de Catalunya.
En l'àmbit esportiu, esdevingué la primera dona titular d'una llicència de capbussadora de primera classe a Espanya i cinquena mundial.

## Obres
- España en Maragall (1968)
- La conformidad con el destino en Azorín (1971)
- Un estudio de geografía electoral. La provincia de Gerona en 1932 (1974)
- Atlas electoral de Catalunya durant la Segona República (1986)
- Atlas de l'evolución de l'analfabetismo en España de 1887 a 1981 amb Xavier Moreno i Julià, Premi Nacional d'Investigació i Innovació Educatives (1990)[6]
- Les majorités. invisibles: exploitation fabril, révolution et répression : 26 entretiens (1995)
- Voces sin letras: analfabetos en Baltimore (2005)